# Medalla del Salvamento
La Medalla del Salvamento (en alemán: Rettungsmedaille am Band) era un condecoración civil del Reino de Prusia. Establecida el 1 de febrero de 1833, era concedida a individuos quienes hubieran salvado la vida de otra persona, poniendo en riesgo su propia vida. Esta medalla es referida como Medalla del Salvamento con Cinta, para diferenciarla de otra previa establecida en 1802. Otto von Bismarck recibió esta medalla por el rescate de un hombre que se estaba ahogando.